# Parc national d'Arthur's Pass
Le parc national d'Arthur's Pass est situé sur l'île du Sud de la Nouvelle-Zélande. Créé en 1929, il est l’un des parcs nationaux de l'île du Sud et le troisième du pays.
Une route, la State Highway 73, passe par le village d'Arthur's Pass et le col d'Arthur's Pass lui-même, dans les Alpes du Sud, à une élévation de 920 m.
Le parc est régi par le ministère de la Conservation, qui gère dans le village un dépôt et un petit édifice abritant un office de tourisme et d'administration.

## Géographie
Étant situé au centre de la ligne des montagnes, le parc abrite plusieurs hauts cols des Alpes du Sud, dont Harman, Waimakariri Col (ici « col » est un mot māori), Arthur's Pass, Goat, Tarahuna, Worsley, Minchin et Harper. Le mont Rolleston (2 275 m) est le plus haut pic situé entièrement dans le parc.
On y trouve également la source du Waimakariri ainsi que plusieurs affluents de celui-ci : les rivières (Bealey, Poulter , Hawdon , Crow  et Anti Crow ). Y coulent aussi plusieurs affluents du Taramakau, dont la rivière Otira, la rivière Deception et Otéhake.

## Tourisme
Le parc est populaire auprès des néo-zélandais, qui vont y faire du trekking, du ski et de l'alpinisme, mais moins qu'aux autres parcs du pays parce que le terrain y est plus difficile. En effet, le parc a son propre domaine skiable. Il y a une piste pour 4 téléskis. 
Une ligne de train partant de Christchurch (côte est) traverse le parc et s'arrête à Otira. Cette ligne va jusqu'à Greymouth (côte ouest).